# Kadamalakunte, Pavagada
Kadamalakunte là một làng thuộc tehsil Pavagada, huyện Tumkur, bang Karnataka, Ấn Độ.